# Magny-Vernois
Magny-Vernois è un comune francese di 1 297 abitanti situato nel dipartimento dell'Alta Saona nella regione della Borgogna-Franca Contea.

## Società

### Evoluzione demografica
Abitanti censiti